# Robert Chopard-Lallier
Robert Chopard-Lallier, né au Locle le 29 mars 1921 et mort à Morteau le 21 juillet 1973, est un prélat français de l'Église catholique romaine. Il est préfet apostolique de Parakou de 1959 à 1964, puis curé de la paroisse Saint-François-Xavier à Porto-Novo. Il a favorisé l'implantation du catholicisme dans le Nord du Bénin, dans la seconde moitié du XXe siècle et a défendu des positions progressistes, telles que l'œcuménisme au Concile Vatican II.

## Biographie

### Origines et études
Robert Chopard-Lallier commence ses études secondaires au séminaire de Consolation dans le Doubs en 1933. Cinq ans plus tard, il entre au séminaire de Faverney pour y étudier la philosophie et sa première année de théologie. Robert Chopard-Lallier, rejoint le séminaire des Missions Africaines à Lyon en 1941 et dans le même temps, il prépare une licence de théologie aux Facultés catholiques de Lyon.

### Ordination, nominations et prises de position
Robert Chopard-Lallier est ordonné prêtre, le 6 janvier 1945. Le 20 septembre de la même année, il est nommé professeur à Chamalières. Un poste qu'il occupe jusqu’à sa nomination en 1947 à Dahomey.
À son arrivée en 1948, il est prêté au vicariat apostolique de Lomé, au Togo où il devient professeur de l’école normale de Togoville puis directeur du collège Saint Joseph de Lomé en 1951. 

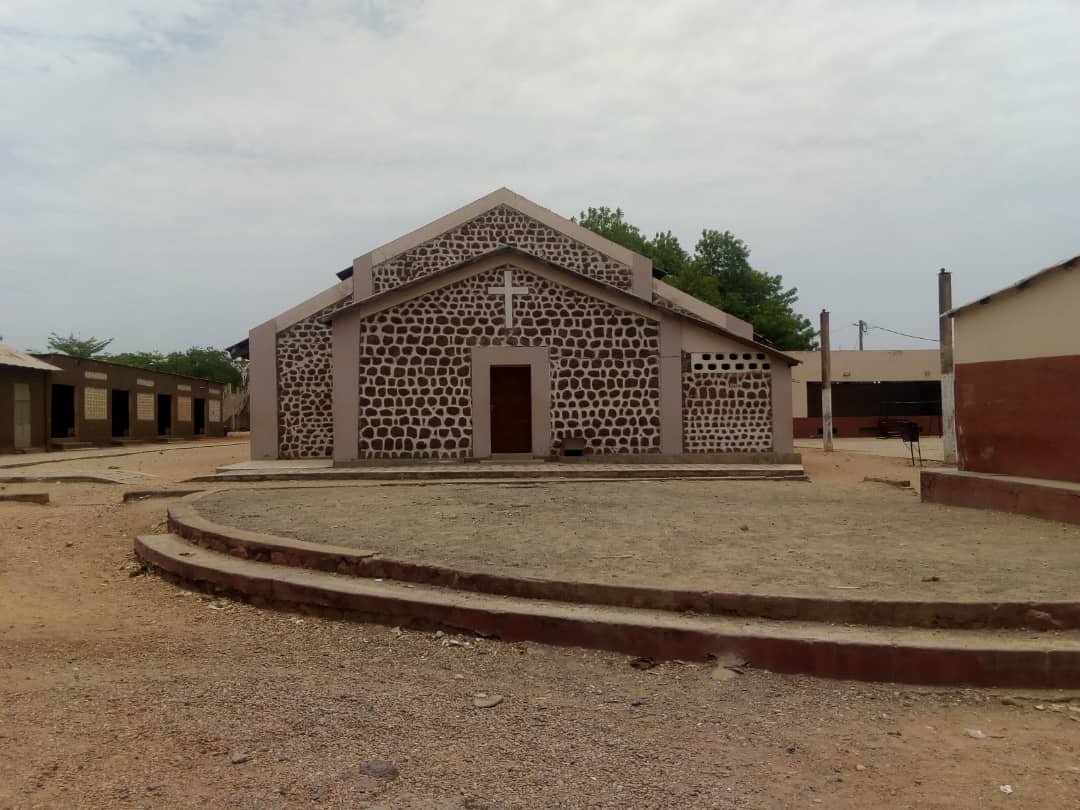
La cathédrale de Kandi, siège du diocèse détaché de Parakou en 1994. Cette paroisse a conservé son statut d'église particulière.

En 1953 il revient au Dahomey où il est nommé recteur du grand séminaire de Ouidah et professeur d’écriture sainte. Deux ans plus tard, il est nommé professeur et directeur des études au collège Aupiais de Cotonou. Le 4 janvier 1957, le pape le nomme préfet apostolique de Parakou, en remplacement de François Faroud qui avait assumé ce poste à partir de 1948, en fondant la première paroisse catholique de la ville. La région dans laquelle il est placé est constituée d'une population surtout musulmane ou de religion traditionnelle. La préfecture dont il a la charge ne compte alors aucun diocèse contre cinq aujourd'hui. Dans ses lettres, Robert Chopard-Lallier témoigne des difficultés que représente sa mission : 
D'une part, il n'y a pas à traîner et il faut agir comme un homme de décision et de progrès ; d'autre part, on est impressionné par les petits moyens dont on dispose [...] 43 écoles ouvertes, 104 maîtres ; 103 certifiés... des indemnités qu'on ne peut pas payer. [...] Nous sommes vraiment encore à l'âge où le missionnaire exerce la tutelle par rapport à la chrétienté locale. 
En 1959, il facilite l'installation des sœurs de la Retraite chrétienne des Fontenelles à Nikki, puis à Kandi et à Banikoara.   

Il fait également partie de la délégation des six religieux en provenance du Bénin qui participent au concile de Vatican II. Il prend ouvertement position en faveur de l'œcuménisme, allant jusqu'à demander que les chrétiens des autres confessions ne soient pas systématiquement excommuniés, en particulier lorsqu'il en va de l'unité des familles. Cette intervention du 29 novembre 1963 est relatée par le cardinal Yves Congar qui lui reproche, entre autres, de ne pas assez faire référence à l'esprit saint.   

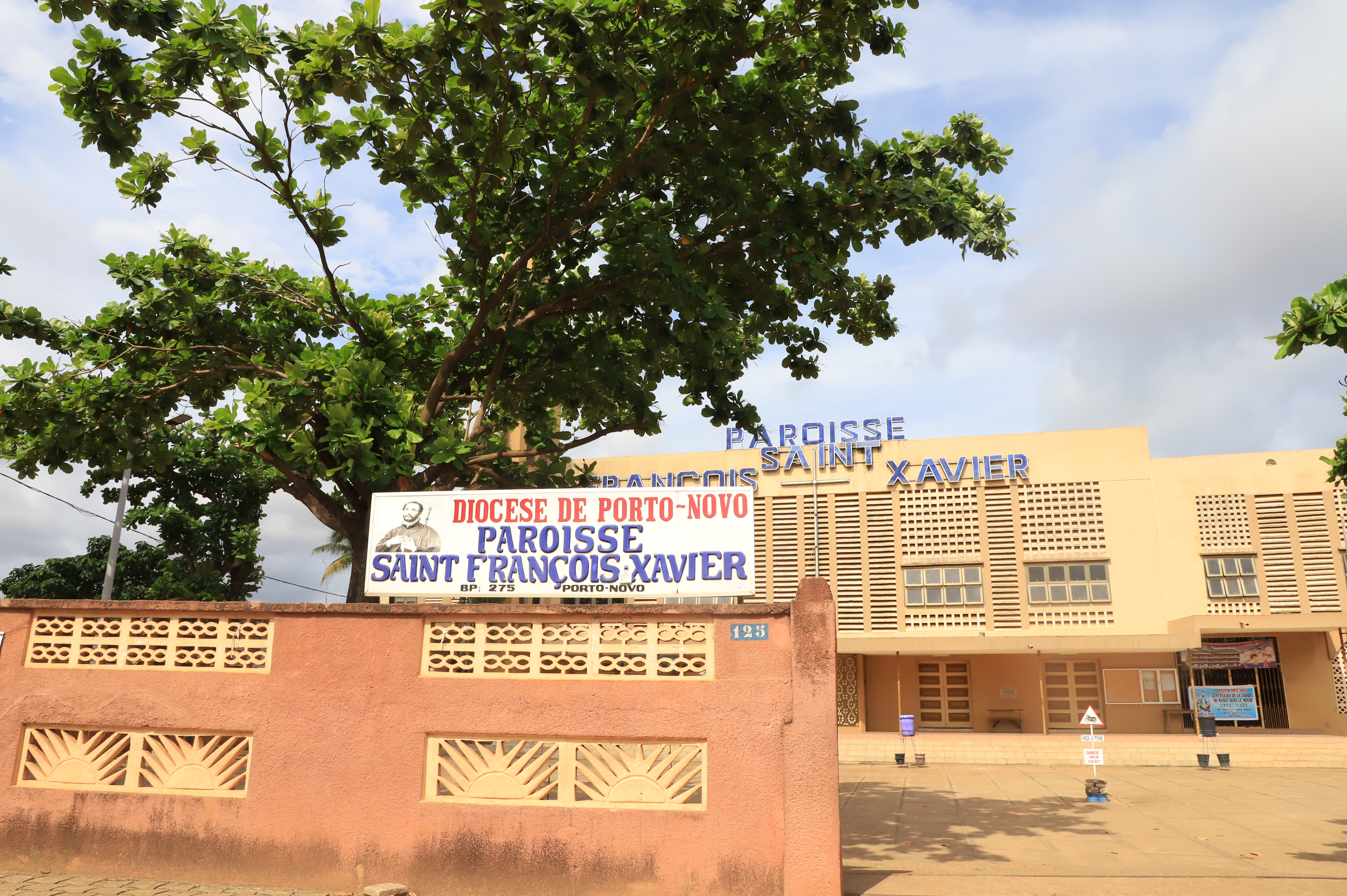
Eglise Saint François-Xavier de Porto-Novo

Son ouverture d'esprit fait de lui un interlocuteur privilégié des étudiants catholiques africains francophones tiraillés entre leur foi catholique, la loyauté qui en découle envers le clergé de leur Eglise majoritairement métropolitain d'une part, et la conscience politique qui émerge avec leur aspiration à l'indépendance. Le futur diplomate béninois Jacques Adande, alors étudiant en littérature à l'université de Dakar, le contacte pour se plaindre de l'attitude rétrograde du  clergé catholique. Il écrit à ce sujet en 1960, « Peu d'entre eux  [les membres du clergé] sont aussi ouverts d'esprit que vous et beaucoup d'entre eux ont trop de préjugés. »  En 1964, il accueille le premier prêtre africain de la mission, Jacques Tanné, ordonné prêtre à Rome en Décembre 1963,.   
Le 6 mars 1964, le recteur du Grand séminaire de Ouidah, le père Nanin, informe Robert Chopard-Lallier de création de deux diocèses en précisant que « les deux évêques sont nommés » et qu'il n'en fait pas partie.   
Le médiateur des droits et économiste, Albert Tévoédjrè parle de son rôle dans l'évangélisation du Nord du Bénin, dans son livre Mes Certitudes d'espérance. Selon lui, ce prêtre aurait été « sacrifié », au moment de la partition de « ce territoire en deux diocèses » : du fait « d'oppositions mesquines », il n'aurait jamais été nommé évêque,. Ainsi, le 8 avril 1964, il est nommé curé de la paroisse Saint-François-Xavier à Porto-Novo, fondée en 1957. Il reste en poste jusqu'en 1971, date à laquelle il tombe malade,.  

## Mort
Atteint par la sclérose en plaques, Robert Chopard-Lallier meurt le 21 juillet 1973 aux Gras en France et ses obsèques ont lieu le 23 juillet à Morteau.

## Hommages
Le béninois Albert Tévoédjrè lui rend hommage dans son livre, le Bonheur de servir, où il dresse des biographies de personnalités africaines, ou afro-descendantes telles que l'homme de lettres martiniquais Aimé Césaire. Il le décrit comme « particulièrement attentif à l'Africain, à son histoire et à son devenir ».    
Fondé en 2015, le petit séminaire catholique de Parakou porte son nom depuis 2020. Une quarantaine d'étudiants y suivent la formation propédeutique et le séminaire de philosophie,. Deux ans plus tard, l'archevêque en poste à Parakou, Pascal N'koué, choisit la date anniversaire de sa naissance, le 29 mars 2022, pour la dédicace de la chapelle du séminaire, dédiée à Saint-Cyprien de Carthage. Un cénotaphe à la mémoire du missionnaire est érigé dans ce bâtiment.

## Publications
Robert Chopard-Lallier, Jean-Marie Viennet (éditeur scientifique) et Albert Tévoédjrè (éditieur scientifique), Le sarment qu'on émonde (Monographie), Montbéliard, Editions Espace documents, coll. « Racines », 1985 (SUDOC 107260212)
Henri Comte et Robert Chopard-Lallier (Préface de), Ouvrier de la première heure, le R. P. Reymond, premier missionnaire de la Société des missions africaines, Impr. Alsatia, 1959 (lire en ligne)